# Kwakwa (Mbonge)
Pour les articles homonymes, voir Kwakwa.
Kwakwa est un village du Cameroun situé dans le département de la Meme et la Région du Sud-Ouest. Il fait partie de la commune de Mbonge.

## Histoire
Les images satellites et les autres preuves photographiques recueillies par Amnesty International indiquent que le village a été entièrement détruit en janvier 2018, pendant la crise anglophone au Cameroun. Les forces de sécurité l’ont réduit en cendres à l’issue d’une opération liée au meurtre de deux gendarmes, attribué à des séparatistes armés.

## Population
En 1967 on y a dénombré 1 247 personnes, princiaplement des Bakundu, du groupe Oroko.
Lors du recensement national de 2005, la localité comptait 4 191 habitants.